# Nicola Natali
Nicola Natali (Firenze, 1º settembre 1988) è un cestista italiano.

## Carriera

### Club
È cresciuto nel settore giovanile di Montecatini, con cui ha esordito in prima squadra nel 2005; è rimasto in Toscana fino al 2009, disputando tre stagioni di Legadue e una in Serie A Dilettanti. Si è poi trasferito all'Aquila Basket Trento, con cui dal 2009 al 2011 ha giocato sempre in A Dilettanti.
Nel 2011 diventa un giocatore della Fulgor Libertas Forlì in Legadue. Il 29 luglio 2013 passa ufficialmente alla Sigma Barcellona club siciliano, militando sempre in Legadue.
Nella stagione successiva, 2014-15, firma per la Junior Libertas Pallacanestro squadra militante nel campionato di Serie A2 e vi rimarrà per tre stagioni consecutive.
Nel luglio del 2017 firma per la Pallacanestro Varese, storica squadra del massimo campionato di pallacanestro italiano, dove rimarrà per tre stagioni consecutive.
Nel 2022 firma un contratto con la Herons Montecatini appena salita in serie B, dove attualmente milita e della quale è capitano.

### Nazionale
Nel 2013 è stato convocato in Nazionale per i XVII Giochi del Mediterraneo. Ha fatto il suo esordio il 18 giugno 2013.

## Palmarès

### Club
- Coppa Italia LNP: 1

 Herons Montecatini : 2024